# Juan Antonio Toledo
Juan Antonio Toledo (Valence, 1940 - Valence 1995) est un peintre et graveur espagnol.
Cofondateur des groupes d'artistes Estampa Popular et Equipo Crónica, Toledo est un important représentant espagnol du réalisme social (es),.

## Biographie

### Jeunesse et formation
Juan Antonio Toledo naît à Valence en 1940.
Il étudie à l'Académie royale des Beaux-Arts Saint-Ferdinand, à Madrid, puis revient à Valence pour étudier à l'Académie royale des Beaux-Arts de San Carlos, où il rencontre Rafael Solbes et Manolo Valdés.
Il ne termine pas ses études, mais entame une carrière en publicité et décoration, tout en travaillant dans des ateliers de sérigraphie.

### Carrière

#### Estampa Popular
En 1964, Juan Antonio Toledo cofonde à Valence le groupe d'artistes local du réseau Estampa Popular avec Ana Peters (es), José Marí, Rafael Martí Quinto, Manolo Valdés et Rafael Solbes, soutenus par l'historien de l'art Tomás Llorens.
Ce groupe considère que les nouvelles expressions artistiques doivent prendre en compte le langage et les ressources visuelles des médias de masse. Ils utilisent en abondance les images qui en proviennent et transposent en gravure la vie valencienne et questionnent le rôle de l'art dans une époque où l'Espagne s'ouvre à l'économie de marché. Toledo, Solbes et Valdés et d'autres se réunissent en parallèle avec d'autres peintres qui se retrouvent dans un tendance artistique commune, mais qui n'aboutit qu'à une exposition qui se tient la même année. Groupe antifranquiste, son travail s'est principalement développé dans le domaine de la gravure pour faciliter sa production et sa diffusion dans la clandestinité, dans le contexte répressif du régime franquiste.

#### Equipo Crónica
En 1965, Toledo, Solbes et Valdés exposent à Paris au Salon de la jeune peinture, où ils ont une bonne réception critique. Tous les trois fondent la même année l'Equipo Crónica,. Ils se détachent d'Estampa Popular en élargissant la thématique, en se focalisant d'avantage sur la peinture et en se rapprochant du pop art.
L'année suivante, Toledo quitte le groupe lorsqu'il s'interroge sur le rôle du travail collectif dans l'œuvre d'un artiste, par opposition à l'initiative et à la réalisation individuelles, et fait une pause de dix ans.

#### Retour à une vie artistique
Juan Antonio Toledo se consacre pendant une dizaine d'années à l'atelier de sérigraphie d'Ibero Suiza.
Après dix ans, il reprend une activité intensive. Malgré la parenthèse, l’esprit de ses débuts où les images étaient manipulées pour faire la chronique de la culture de masse est resté présent. Il change cependant la référence pop art pour une peinture plus personnelle et plus calme, abandonnant les références directes pour capturer des personnages anonymes,. Equipo Crónica disparaît avec la mort de Rafael Solbes.
Toledo expose beaucoup individuellement ou collectivement, jusqu'à sa dernière apparition publique qui a lieu à l'occasion des Cien años de pintura valenciana à l'Institut valencien d'art moderne, en 1994.
Alors que sa carrière est dans sa phase de pleine maturité, Juan Antonio Toledo meurt des suites d'une longue maladie le 3 octobre 1995,.

## Conservation de ses œuvres
Une partie de son œuvre se trouve à l'Institut valencien d'art moderne et au Musée Reina Sofía,. La Bibliothèque nationale d'Espagne conserve plusieurs ouvrages contenant des illustrations de l'artiste, ainsi que des estampes réalisées à l'eau-forte, à l'aquatinte ou en sérigraphie.